# Municipio de Departee
El municipio de Departee (en inglés: Departee Township) es un municipio ubicado en el condado de Independence en el estado estadounidense de Arkansas. En el año 2010 tenía una población de 215 habitantes y una densidad poblacional de 3,61 personas por km².

## Geografía
El municipio de Departee se encuentra ubicado en las coordenadas 35°33′22″N 91°25′44″O / 35.55611, -91.42889. Según la Oficina del Censo de los Estados Unidos, el municipio tiene una superficie total de 59.61 km², de la cual 59,49 km² corresponden a tierra firme y (0,19 %) 0,11 km² es agua.

## Demografía
Según el censo de 2010, había 215 personas residiendo en el municipio de Departee. La densidad de población era de 3,61 hab./km². De los 215 habitantes, el municipio de Departee estaba compuesto por el 98,6 % blancos, el 0,47 % eran amerindios, el 0,47 % eran de otras razas y el 0,47 % eran de una mezcla de razas. Del total de la población el 0,93 % eran hispanos o latinos de cualquier raza.